# کنژوو (بروس)
کنژوو (به صربی: Kneževo) یک منطقهٔ مسکونی در صربستان است که در بروس واقع شده‌است. کنژوو ۳٫۴۷ کیلومتر مربع مساحت و ۳۹ نفر جمعیت دارد و ۱٬۰۵۵ متر بالاتر از سطح دریا واقع شده‌است.